# Programe de sănătate
Programele de sănătate reprezintă o grupare organizată de acțiuni și servicii, constituite prin lege, având rolul de a evita sau trata afecțiuni cu repercusiuni grave asupra stării de sănătate a populației și, în unele cazuri (SIDA, TBC), cu risc epidemiologic amplificat.
Activitățile specifice și tratamentul corespunzător acestor boli  sunt finanțate din Bugetul statului și din Fondul National Unic de Asigurări Sociale de Sănătate, în limite stabilite anual prin Legea Bugetului de Stat.
Programele naționale sunt realizate, supervizate și implementate de Ministerul Sănătății, Casa Națională de Asigurări de Sănătate, Colegiul Medicilor din România.
Cele cinci modalități principale de finanțare a programelor de sănătate sunt:
Finanțarea de la bugetul de stat;
Finanțarea prin asigurările sociale de sănătate;
Finanțarea prin asigurările private de sănătate;
Finanțarea prin plăți directe;
Finanțarea comunitară.
AVANTAJELE ȘI DEZAVANTAJELE PROGRAMELOR DE SĂNĂTATE: 
Un prim avantaj major al acestor programe îl constituie faptul că se implementează măsuri pentru ridicarea standardului de viață, al calității vieții și în unele cazuri chiar și prelungirea speranței de viata. Aceste programe ajută astfel la prevenirea sau la scăderea ratei de îmbolnăvire a cetățenilor. 
O altă calitate o reprezintă accesibilitatea tuturor păturilor sociale la aceste programe.
Aceste programe de sănătate furnizează informații cu privire la numărul de suferinzi ai unei anumite boli, creând astfel în mod indirect locuri de muncă pentru medicii cu o anumită specialitate.
Dezavantaje:
Un dezavantaj ar putea fi marcat de organizarea internă defectuoasă și posibil superficială.
Un alt dezavantaj e determinat de redirecționarea banilor spre alte scopuri decât cele prevăzute.
Exemple de programe de sănătate în România:
Programul național de oncologie supervizează bolnavii de cancer și realizează augmentarea mamară postoperator în cazul masectomiei.
Programul național de diagnostic și tratament cu ajutorul aparaturii de înaltă performanță cuprinde subprogramul de radiologie intervențională, subprogramul de diagnostic și tratament al epilepsiei rezistente la tratamentul medicamentos.
Programul național de boli cardiovasculare are ca scop tratarea bolnavilor cu afecțiuni cardiovasculare prin proceduri de cardiologie intervențional, proceduri de chirurgie cardiovasculară, proceduri de chirurgie vasculară.
Programul național de diabet zaharat. Medicamente, materiale sanitare, sume pentru evaluarea periodică a bolnavilor cu diabet zaharat prin dozarea hemoglobinei glicozilate (HbA1c).
Programul național de transplant de organe, țesuturi și celule de origine umană are ca scop asigurarea medicamentelor specifice necesare tratamentului în ambulatoriu al stării post transplant pentru pacienții transplantați și asigurarea medicamentelor specifice pentru tratamentul recidivei hepatitei cronice la pacienții cu transplant hepatic.
În concluzie, considerăm că realizarea acestor programe de sănătate constituie un pas major pentru crearea unei societăți sănătoase, informate și prospere.